# ميدو جابر
محمد جابر توفيق أو كما يعرف باسم ميدو جابر لاعب كرة قدم مصري. يلعب حاليًا للنادي المصري البورسعيدي

## مسيرته الكروية

### بداياته
بدأ مسيرته بنادي السكة الحديد، ولعب في صفوفه لمدة 6 سنوات، ثم انتقل للعب بفريق الناشئين بالمقاولون العرب ثم لنادي الألومنيوم، ولعب ببطولة دوري القطاعات ضد الأهلي والزمالك وظهر بمستوي طيب، ثم تم تصعيده للفريق الأول بالنادي الألومنيوم في وقت مبكر إلي أن توقف الدوري، ومن بعدها وهو في صفوف الفريق الأول بالألومنيوم حتي انتقاله للمقاصة.
محمد جابر كان أحد أبرز نجوم دوري القسم الثاني وجلاد حراس المرمي والمزعج لمدافعي المجموعة الأولي بالصعيد، ونجم علي المستطيل الأخضر يعرف كيف يطوع الكرة بين أقدامه ليسجل بها في شباك الخصوم، ولاعب بمواصفات خاصة فهو هداف من الطراز الرفيع لا يختلف اثنان علي موهبته، هداف دوري أندية القسم الثاني حتي توقفه بعد الجولة الثامنة عشر برصيد 17 هدفًا، واستطاع أن يشق طريقه إلي عالم النجومية متسلحًا بترسانة من المهارة والسرعة، ويمتلك طموحات كبيرة وأحلامًا بلا حدود، وكان مراقبًا من معظم أندية الدوري الممتاز لا سيما أن عمره كان لا يتجاوز 22 عامًا، ويمتلك إمكانيات جسمانية وبدنية ومهارية عالية تؤهله لتحقيق حلم اللعب بدوري الأضواء والشهرة.

### مصر المقاصة
انتقل لصفوف المقاصة في أغسطس 2015 ، قادمًا من نجع حمادي مقابل 500 ألف جنيه، وأصبح صانع ألعاب نادي مصر للمقاصة.

#### موسم 2015–2016
شارك مع الفريق في 30 مباراة في الموسم المنتهي بمسابقة الدوري الممتاز، بإجمالي 2525 دقيقة، وسجل 5 أهداف وصنع 9 آخرين، وعوقب بالإنذار الأصفر 4 مرات، كما شارك مع الفريق ببطولة كأس الاتحاد الأفريقي «الكونفدرالية» ، قبل أن يودع الفريق منافسات البطولة من دور الـ16 إضافة إلى مشاركته بكأس مصر قبل خروج فريقه من دور الـ32 بالمسابقة.

### الأهلي
في 2 أغسطس 2016 أعلن النادي الأهلي رسميًّا ضم اللاعب من مصر المقاصة لمدة خمس سنوات، وشارك مع النادي في أول مباراة له في نهائي كأس مصر 2015 ضد نادي الزمالك لمدة 22 دقيقة. وفي مارس 2020 عاد إلى نادي مصر المقاصة.

## حياته الشخصية
يعتبر من عائلة كروية ولديه ستة أشقاء منهم لاعبان الأول مصطفي جابر الشهير بـ(جيجا) حارس سموحة والمقاولون السابق والترسانة، وعمر جابر حارس مرمي نادي جمهورية شبين.

## أبرز مميزاته
يلعب بلكتا القدمين لكن اليسرى أقوى كثيرًا وهو شبيه في طريقة لعبه لوليد سليمان لاعب الأهلي الحالي، ويمتاز بالتسديدات القوية، يجيد اللعب كرأس حربة وتحت رأس الحربة وكجناح أيمن وأيسر، ويجيد أداء الدور الدفاعي لأنه بدأ مسيرته مع الكرة في مركز الظهير الأيسر. ومميز للغاية في الضربات الثابتة فقد سجل العديد منها في وقت سابق، كما أنه يستطيع التصويب من الثبات أو من الحركة بنفس القوة.

## إحصائيات مشاركاته
آخر تحديث في 30 يونيو 2018

### مع الأندية
| الفريق      | الموسم    | الدوري  | الدوري | الكأس[1] | الكأس[1] | البطولات القارية | البطولات القارية | بطولات أخرى | بطولات أخرى | الإجمالي | الإجمالي |
| الفريق      | الموسم    | مشاركات | أهداف  | مشاركات  | أهداف    | مشاركات          | أهداف            | مشاركات     | أهداف       | مشاركات  | أهداف    |
| ----------- | --------- | ------- | ------ | -------- | -------- | ---------------- | ---------------- | ----------- | ----------- | -------- | -------- |
| مصر للمقاصة | 2015–2016 | 30      | 5      | 1        | 0        | 7                | 2                | —           | —           | 38       | 7        |
| مصر للمقاصة | الإجمالي  | 30      | 5      | 1        | 0        | 7                | 2                | —           | —           | 38       | 7        |
| الأهلي      | 2015–2016 | 0       | 0      | 1        | 0        | 0                | 0                | 0           | 0           | 1        | 0        |
| الأهلي      | 2016–2017 | 18      | 2      | 2        | 0        | 2                | 0                | 2           | 0           | 24       | 2        |
| الأهلي      | 2017–2018 | 6       | 1      | 1        | 0        | 3                | 1                | 0           | 0           | 10       | 2        |
| الأهلي      | الإجمالي  | 24      | 3      | 4        | 0        | 5                | 1                | 2           | 0           | 35       | 4        |